# Янхонен, Паули
Паули Аапели Янхонен (фин. Pauli Aapeli Janhonen; 20 октября 1914 — 30 ноября 2007) — финский стрелок из винтовки, призёр Олимпийских игр 1948 года, многократный чемпион мира.
Паули Янхонен родился в 1914 году в Йювяскюля. В 1948 году на Олимпийских играх в Лондоне он завоевал серебряную медаль в стрельбе из винтовки из трёх положений на дистанции 300 м. В 1952 году он принял участие в Олимпийских играх в Хельсинки, но на этот раз стал лишь 12-м. В 1960 году на Олимпийских играх в Риме он участвовал в соревнованиях по стрельбе из малокалиберной винтовки из трёх положений на дистанции 50 м, но там стал лишь 13-м.